# 2177 Oliver
2177 Oliver је астероид главног астероидног појаса са пречником од приближно 20,42 .
Афел астероида је на удаљености од 3,500 астрономских јединица (АЈ) од Сунца, а перихел на 2,887 АЈ.
Ексцентрицитет орбите износи 0,095, инклинација (нагиб) орбите у односу на раван еклиптике 1,535 степени, а орбитални период износи 2084,981 дана (5,708 година).
Апсолутна магнитуда астероида је 11,30 а геометријски албедо 0,127.
Астероид је откривен 24. септембра 1960. године.